# Sinularia nanolobata
Sinularia nanolobata is een zachte koraalsoort uit de familie Alcyoniidae. De koraalsoort komt uit het geslacht Sinularia. Sinularia nanolobata werd in 1977 voor het eerst wetenschappelijk beschreven door Verseveldt. 